# Preeceville
Preeceville is een plaats (town) in de Canadese provincie Saskatchewan en telt 1074 inwoners (2001).